# Meroles knoxii
Meroles knoxii (меролес Нокса) — вид ящірок родини ящіркових (Lacertidae). Мешкає в Намібії і ПАР. Вид названий на честь шотландського лікаря і зоолога Роберта Нокса.

## Поширення і екологія
Меролеси Нокса мешкають на крайньому південному заході Намібії та на заході ПАР (на південь до мису Доброї Надії та вглиб країни до Малого Кару). Вони живуть в чагарникових заростях, що ростуть на піщаних ґрунтах.